# Bauernstein Fienstedt
Der Bauernstein Fienstedt ist ein denkmalgeschützter Bauernstein in der Ortschaft Fienstedt der Gemeinde Salzatal in Sachsen-Anhalt. Im örtlichen Denkmalverzeichnis ist der Stein unter der Erfassungsnummer 428300510 als besonderer Stein verzeichnet.
Der Bauernstein von Fienstedt befindet sich auf dem Dorfanger, südlich des kleinen Sees und nordwestlich der Kirche von Fienstedt. Eigentlich bestand der Bauernstein von Fienstedt aus zwei Steintischen, die jeweils in einem Pappelring aus zwölf Pappeln standen. Nach dem Zweiten Weltkrieg wurde einer der Pappelringe abgeholzt. Die beiden Steintische wurden vernachlässigt und gingen mit der Zeit entzwei. Im Jahr 1998 oder 1999 stellte man einen der Steintische wieder her. Von dem zweiten Steintisch und den Pappelringen existieren noch Fotos aus dem Jahr 1929.

## Quelle
- Bauernstein Fienstedt, Saalekreis im Bild, abgerufen am 8. November 2017